# Iglesia presbiteriana San Andrés

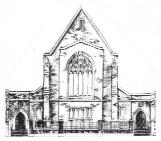
Templo de la Iglesia Presbiteriana San Andrés del Centro, inaugurado en 1896.

La Iglesia Presbiteriana San Andrés es una iglesia cristiana cuyo origen se remonta a la llegada de colonos escoceses a la Argentina a comienzos del siglo XIX.
Su doctrina teológica es reformada, y su forma de gobierno es presbiteriano.
La sede principal se encuentra en Buenos Aires y actualmente está conformada por iglesias y misiones distribuidas en la Ciudad de Buenos Aires y Provincia de Buenos Aires, Argentina.

## Doctrinas

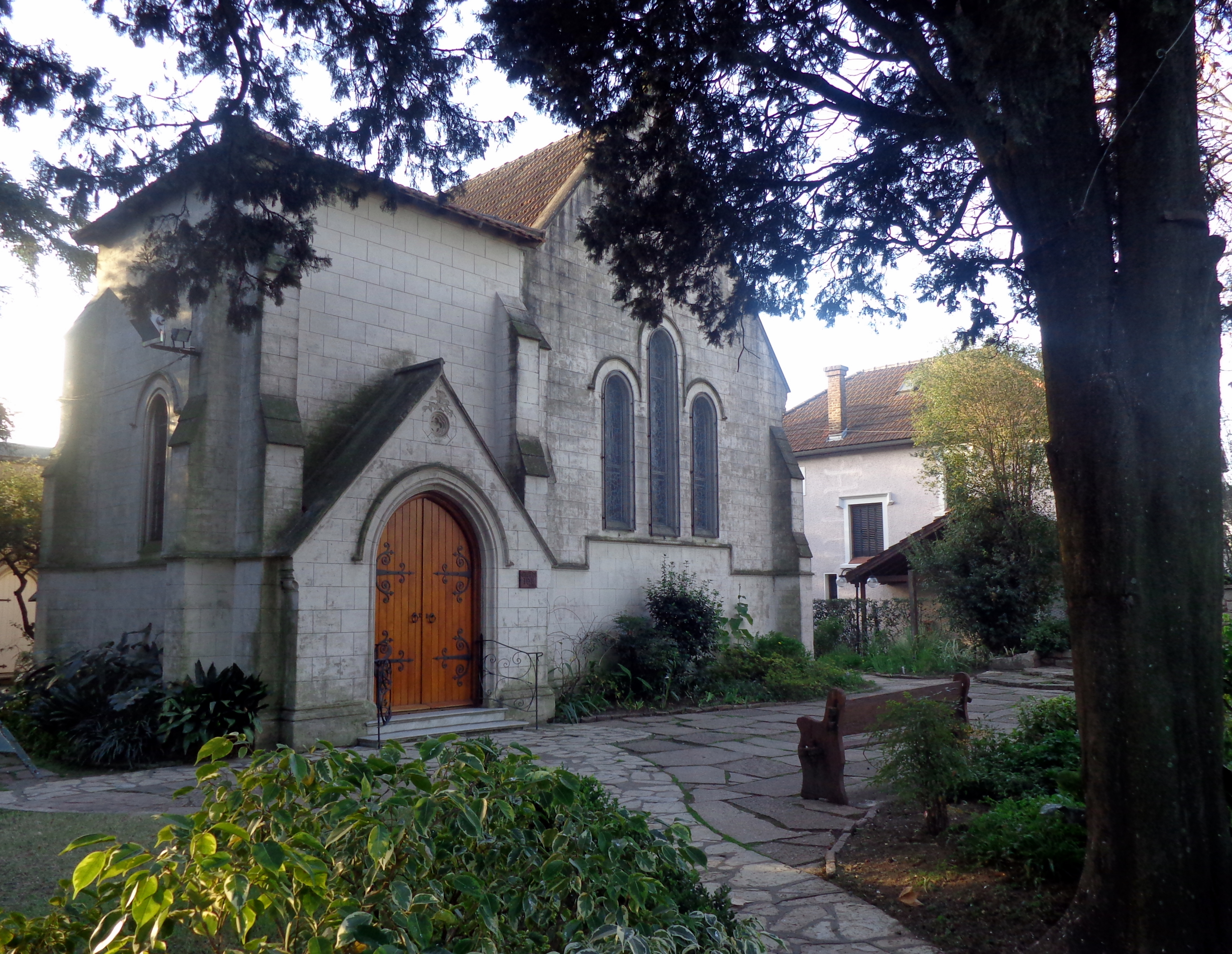
Iglesia Presbiteriana San Andres, en calle General Paz 191, Temperley, Provincia de Buenos Aires, Argentina.

La Iglesia Presbiteriana San Andrés sostiene que la Biblia es la revelación especial de Dios para el hombre, siendo por lo tanto la única regla de fe y conducta que guía a sus miembros. La Iglesia Presbiteriana San Andrés reafirma la libertad de conciencia de sus miembros con respecto a la interpretación particular que cada uno hace del texto bíblico.
Asimismo, sostiene que la Confesión de Fe de Westminster de 1647 (versión editada con 2 capítulos extra) junto con el Catecismo Mayor y el Catecismo Menor, contienen un valioso y preciso resumen del sistema de doctrinas enseñado en la Biblia.
La Iglesia Presbiteriana San Andrés comparte muchas doctrinas comunes a otras iglesias surgidas de la Reforma, como por ejemplo las conocidas afirmaciones o "cinco solas" de la Reforma: sola scriptura (la Biblia como única fuente de autoridad), sola gratia (únicamente basta la gracia de Dios para ser salvados de la condenación eterna), sola fide (solo la fe dada por Dios nos justifica ante Dios mismo), solus Christus (Jesucristo es el único mediador entre Dios y el hombre) y soli Deo gloria (la gloria es solo para Dios).

## Gobierno
La Iglesia Presbiteriana San Andrés sigue el modelo neotestamentario de gobierno presbiteriano. Está gobernada por presbíteros (bíblicamente reservado a hombres, aunque no es el caso de la IPSA), que se reúnen en tres cortes de instancias sucesivas: la Sesión de la Iglesia (o Consistorio), el Presbiterio y la Asamblea General.
La palabra Presbítero (del griego presbyteros que significa anciano) ya se utilizaba en tiempos del Antiguo Testamento (Éxodo 3:16; 1 Samuel 8:4) cuando el pueblo de Israel era gobernado por ancianos. En el Nuevo Testamento, personas capacitadas por Dios compartían el gobierno y ministerio en la Iglesia (Hechos 15:4; Tito 1:5).
Los Presbíteros pueden ser:
- Presbíteros Maestros (o Pastores): son presbíteros elegidos y entrenados para predicar y enseñar.
- Presbíteros Gobernantes: son presbíteros elegidos para supervisar la vida de la iglesia.

La Sesión de la Iglesia está conformada por todos los Presbíteros llamados (elegidos) por su congregación para ejercer sus funciones particulares. Generalmente se reúne una vez por mes.
La corte inmediatamente superior, el Presbiterio, responde a un área geográfica, y está conformada por todos los Presbíteros Maestros junto con los Presbíteros Gobernantes comisionados por cada Sesión (generalmente dos por cada iglesia). Se reúne tres veces al año.
La corte más alta, la Asamblea General, está conformada por todos los Presbíteros Maestros de todos los Presbiterios, junto con los Presbíteros Gobernantes comisionados por cada Sesión (generalmente dos por cada iglesia). La Asamblea General de la Iglesia Presbiteriana San Andrés aún no ha sido creada.
El Libro de Orden de la Iglesia Presbiteriana San Andrés es el documento constitucional de la iglesia y contiene todas las normas eclesiásticas referidas al gobierno, disciplina y adoración de sus miembros.
La Iglesia Presbiteriana San Andrés es miembro de las siguientes organizaciones: Federación Argentina de Iglesias Evangélicas (FAIE) y de la Asociación de Iglesias Presbiterianas y Reformadas de América Latina (AIPRAL) y el Consejo Mundial de Iglesias.

## Emblema

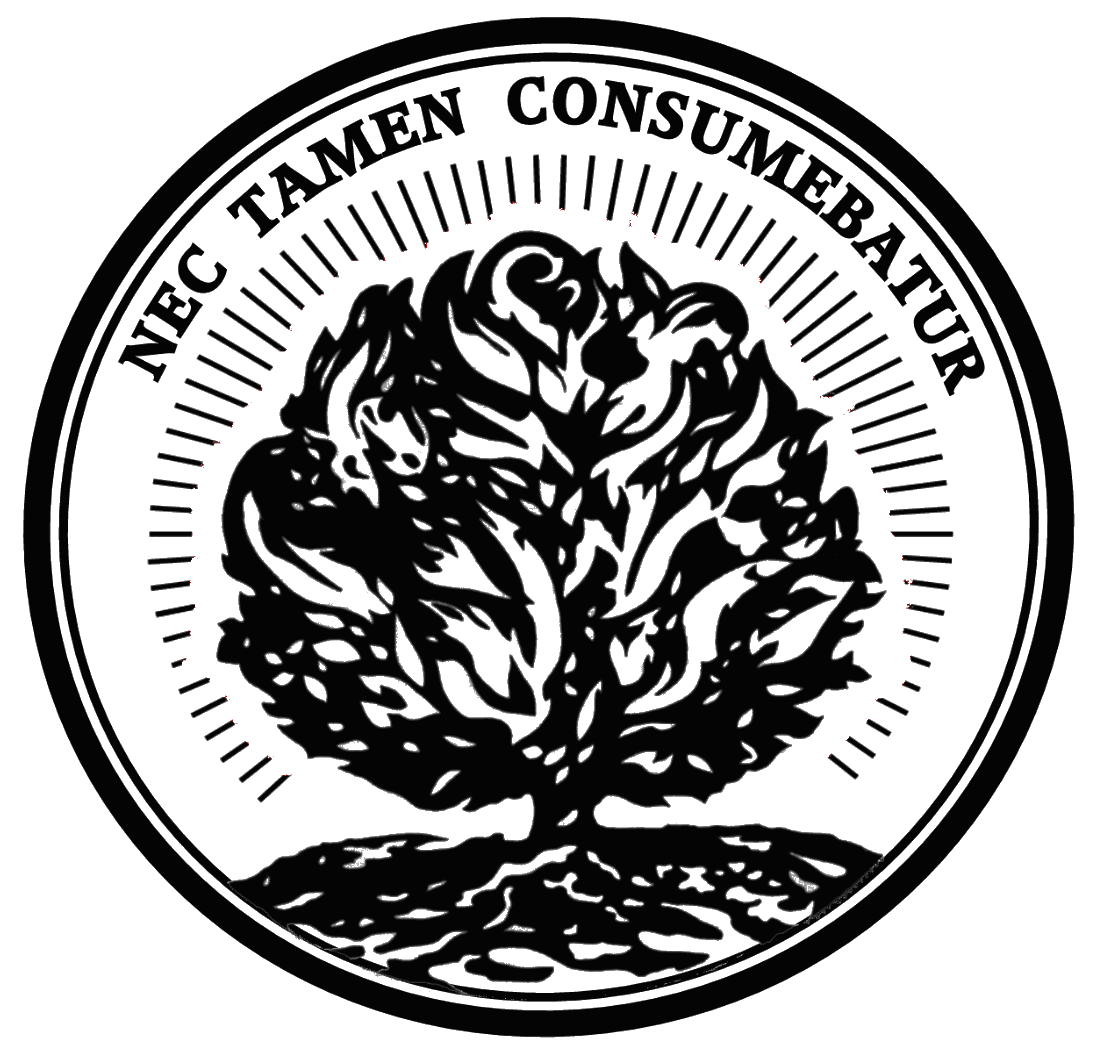
Emblema de la Iglesia Presbiteriana San Andrés.

El emblema de la Iglesia Presbiteriana San Andrés combina la figura de una zarza ardiente junto con el motto en latín, "NEC TAMEN CONSUMEBATUR".
La figura de la zarza ardiente apareció por primera vez como símbolo presbiteriano a fines del siglo XVII y ha sido usado por la Iglesia de Escocia y muchas otras denominaciones presbiterianas.
El motto está tomado de la traducción bíblica latina Junius-Tremellius de 1579, según aparece en el versículo del Antiguo Testamento de Éxodo 3.2: "Y apareciósele el Ángel de Jehová  en una llama de fuego en medio de una zarza: y él miró, y vio que la zarza ardía en fuego, y la zarza no se consumía".

## Cronología histórica
Tabla cronológica con hechos importantes en la historia de la Iglesia Presbiteriana San Andrés.

1826 - Llegada de la primera colonización organizada de escoceses a Argentina.

1829 - Se funda la Iglesia Presbiteriana San Andrés con el nombre de Scotch Presbyterian Chapel (15 de marzo).

1835 - Se inaugura el primer templo en Piedras 55, Buenos Aires (25 de abril).

1838 - Se funda la Escuela Escocesa San Andrés, Buenos Aires.

1855 - Se abre la Iglesia San Juan en Florencio Varela, Provincia de Buenos Aires.

1857 - Se construye la iglesia “rancho” en Chascomús, Provincia de Buenos Aires.

1880 - Se edita el primer número de la Revista de la Iglesia.

1896 - Se inaugura el nuevo edificio de la Iglesia en Av. Belgrano 579, Buenos Aires, tras la demolición del primer templo de Piedras 55, Buenos Aires.

1908 - Se inaugura el salón Dr. Smith Memorial, Buenos Aires (consagrado en 1926).

1912 - Comienzo de la obra en idioma castellano.

1913 - Se inaugura la Iglesia San Andrés de Temperley, Provincia de Buenos Aires.

1913 - Se inaugura la capilla de Talleres de Remedios de Escalada, Provincia de Buenos Aires (cierra en 1952, y reabre en otro templo en 2008).

1914 - Se inaugura la Iglesia San Andrés de Quilmes, Provincia de Buenos Aires.

1958 - Se establece el sistema colegiado de pastores (collegiate ministry).

1966 - Se inaugura el templo de la Iglesia San Andrés en Olivos, Provincia de Buenos Aires.

1981 - Se elimina la palabra “escocesa” del nombre de toda la Iglesia. A partir de este momento se la llamó “Iglesia Presbiteriana San Andrés”.

1987 - Se decide abandonar la relación histórica con la Iglesia de Escocia. El 8 de mayo se constituye el Presbiterio San Andrés, afiliado ahora a la Asamblea General de la Evangelical Presbyterian Church (EPC) de los Estados Unidos.

1989 - Incorporación de la Iglesia Presbiteriana de San Antonio de Padua (Provincia de Buenos Aires) a la Iglesia Presbiteriana San Andrés.

1997 - Se funda la Iglesia Presbiteriana "La Misión", en el barrio de Flores, Buenos Aires.

2005 - Se discontinúa la relación con la Evangelical Presbyterian Church, convirtiéndose el Presbiterio San Andrés en un ente nacional independiente.

2008 – Se reabre la Iglesia Presbiteriana San Andrés de Remedios de Escalada, en un nuevo templo.

2009 - Se reinaugura la Iglesia Presbiteriana "Nueva Esperanza" en San Antonio de Padua, Provincia de Buenos Aires.

2015 - Se inaugura la Iglesia Presbiteriana San Andrés en Monte Grande.
William D. Grant, de Cronología de la Iglesia Presbiteriana San Andrés. Con adaptaciones de Guillermo Mac Kenzie.